# Sierra de la Fausilla

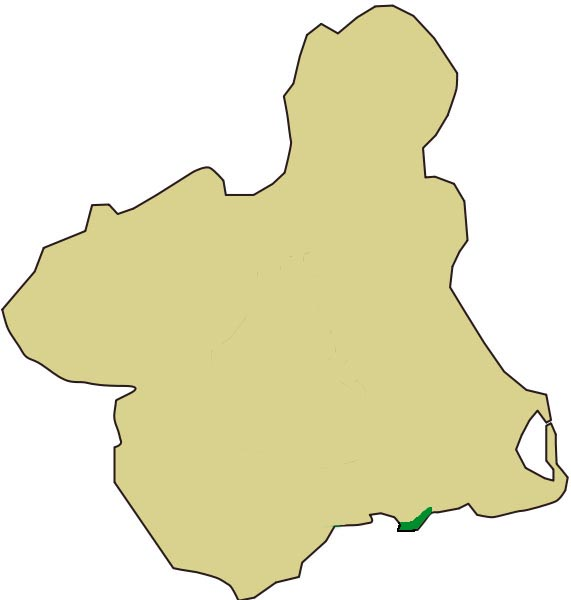
Situación de la Sierra de la Fausilla dentro de la Región de Murcia.

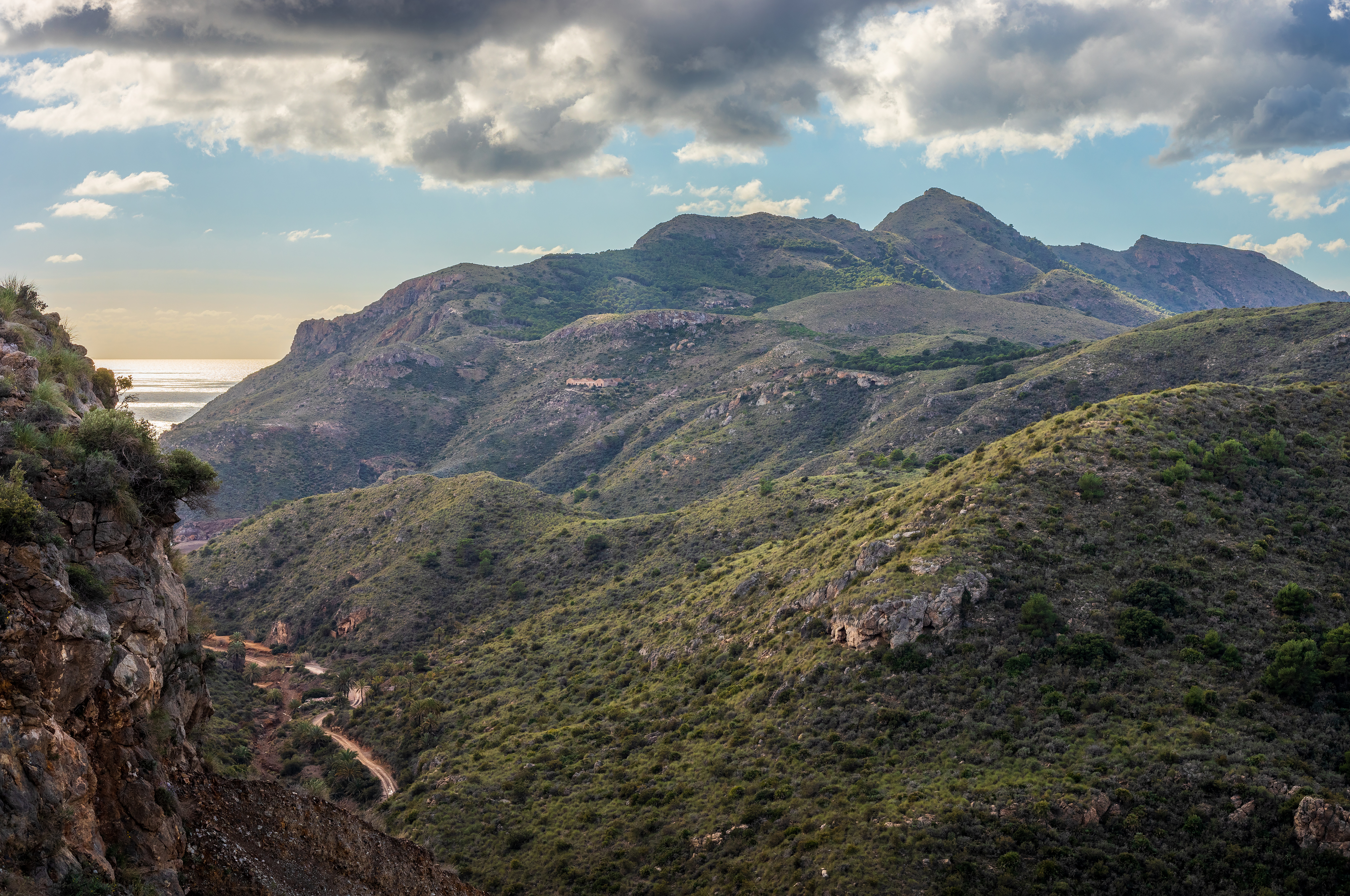
Vista de la Sierra de la Fausilla desde la rambla del Avenque.

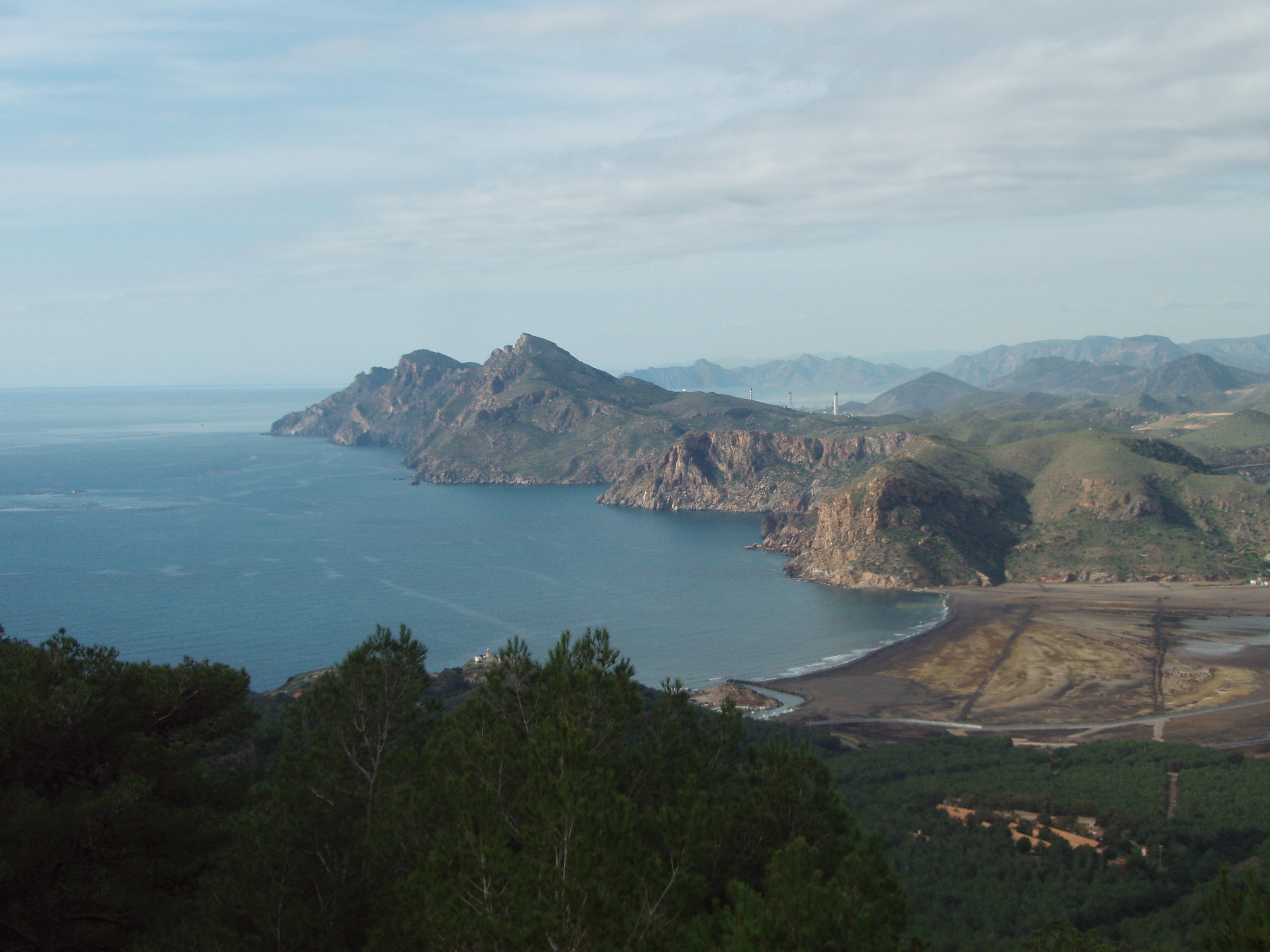
Sierra de la Fausilla vista desde el monte de las Cenizas. En el centro la bahía de Portmán colmatada por residuos mineros.

El espacio natural de la Sierra de la Fausilla (o "Faucilla") se encuentra al sur de la Región de Murcia, dentro del término municipal de Cartagena, situado al este de la ciudad, en el entorno de la bahía de Escombreras. Tiene una superficie de 791 ha. Se extiende paralela a la costa, entre la antigua Punta de los Aguilones, hoy desaparecida por la ampliación de la dársena de Escombreras, y la cala de El Gorguel.
Es un espacio de gran importancia ecológica por lo que ha sido declarado Zona de especial protección para las aves (ZEPA) y Lugar de Importancia Comunitaria (LIC), en la Red Natura 2000.
En su mayor parte es propiedad de la empresa REPSOL, aunque también tienen propiedades en la sierra Iberdrola y algunas administraciones públicas.

## Geología
Este espacio protegido se ubica en el sector occidental de la Sierra minera de Cartagena-La Unión, sierra que constituye una de las últimas estribaciones de las cordilleras Béticas, formadas en el terciario, durante la denominada orogenia alpina, por colisión de las placas tectónicas europea y africana.
Esta zona de la sierra minera forma parte del denominado complejo alpujárride compuesto fundamentalmente por rocas metamórficas y sedimentarias, calizas principalmente.

## Fauna y flora

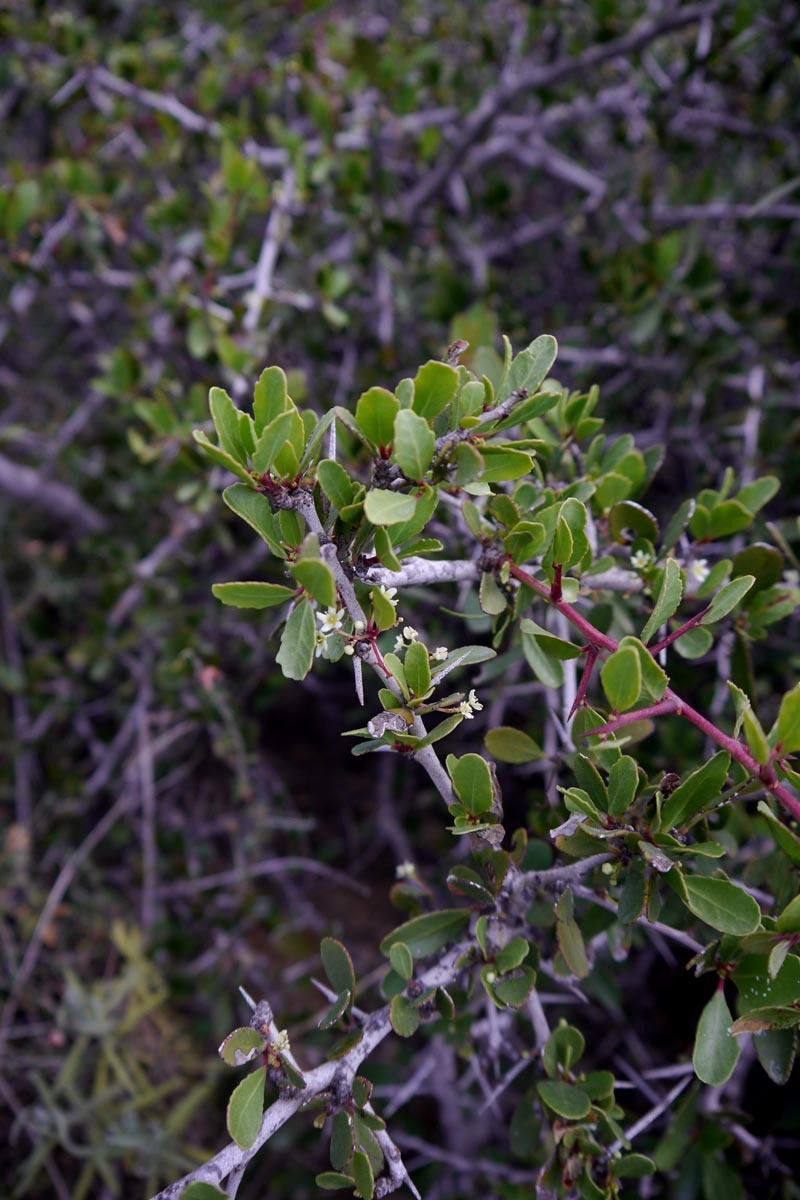
Marto negro (Maytenus senegalensis) en El Gorguel, Cartagena, España.

Se caracteriza por una vegetación de cornicales y tomillares, en los que destaca la presencia de gran cantidad de endemismos e iberoafricanismos vegetales protegidos, algunos en peligro de extinción, como el ciprés de Cartagena, el cornical, el arto, chumberillo de lobo (Caralluma europaea), el rabogato del Mar Menor (Sideritis marminorensis), la siempreviva de Cartagena (Limonium carthaginese), la zamarrilla de Cartagena (Teucrium carthaginense), la manzanilla de Escombreras (Anthemis chrysantha), y Teucrium freynii.
Entre las aves, se encuentran el halcón peregrino, búho real, el águila perdicera y camachuelo trompetero.

## Amenazas
La Sierra de la Fausilla ya ha conocido graves deterioros de su entorno con el desmonte de una enorme porción de terreno en la peña de los Aguilones para la construcción del superpuerto de Escombreras.
Actualmente, se encuentra también amenazado su sector este, con el proyecto de construcción de una gran terminal de contenedores en la cala del Gorguel.
El 15 de marzo de 2013 sufrió en su ladera Norte un incendio desde las 10:56 a las 20 h (declarado extinguido el día siguiente) que afectó aproximadamente a 50 Ha partiendo de las proximidades de la nueva refinería de REPSOL. Sus causas por ahora se desconocen.